# Yolanda de Carhuamayo
Yolanda de Carhuamayo es una cantante peruana del género folclórico en el Perú.
En sus temas musicales nombra siempre a todos los lugares del Perú, incluido el Carhuamayo, donde nació.
Empezó su carrera desde la década de los 80's del siglo XX, la cual incluye más de 6 vídeos, 6 DVD, 20 casetes y 12 CD. Algunos de sus temas son:  “Cholito ladrón de amor”, “Estoy llorando, estoy sufriendo”, “Luz de tus ojos”, “Mi corazón enamorado sufre”, “Nunca me olvidarás mi amor”, “Sombrerito perdido” y “Triste forastera”